# 안양신기초등학교
안양신기초등학교는 대한민국 경기도 안양시에 있는 공립 초등학교이다.

## 학교 연혁
- 1991년 3월 11일 : 신기초등학교 설립인가
- 1992년 7월 23일 : 학교 신축공사 준공
- 1992년 8월 10일 : 19학급 인가
- 1992년 9월 1일 : 초대 양승인 교장선생님 취임
- 1992년 9월 1일 : 6학급 편성 개교(교원 8명, 학생 156명)
- 1993년 2월 16일 : 안양신기초등학교로 교명 변경
- 2012년 3월 1일 : 특수학급 신설
- 2018년 3월 1일 : 제10대 김경자 교장선생님 취임
- 2021년 1월 8일 : 제29회 졸업식(졸업생 수: 114명, 누계: 6,413명)
- 2021년 2월 26일 : 야외예술공감터 '신기마루' 준공
- 2021년 3월 1일 : 27학급 편성(특수 1학급 포함)

## 참고 자료
- 안양신기초등학교 - 한국교육학술정보원 학교알리미